# Campagne du blé
La campagne du blé est le nom d'un épisode de l'histoire du Portugal et de l'Espagne. Cet épisode s'est déroulé entre 1929 et 1938 sous le régime de Salazar pour le Portugal. Sous ce nom, les historiens désignent une politique volontariste de défrichement des forêts pour la production de blé. Cela va conduire à la destruction d'une partie de la Forêt sclérophyle et semi-caduque ibérique.